# Teresa (film)
Teresa is een Amerikaanse film van Fred Zinnemann die werd uitgebracht in 1951.
Dit was de derde film van de Italiaanse actrice Pier Angeli en tevens haar debuut in Hollywood. Een jaar eerder debuteerde ze met twee films in Italië. De acteurs John Ericson en Rod Steiger debuteerden in Teresa.
De film toont, net zoals The Best Years of Our Lives (William Wyler, 1946), de aanpassingsmoeilijkheden die Amerikaanse soldaten na hun terugkeer uit de oorlog konden ondervinden.

## Verhaal
Philip Cass is een gevoelige Amerikaanse soldaat die tijdens de Tweede Wereldoorlog in Italië vecht. Hij wordt verliefd op Teresa, een lief Italiaans meisje met wie hij trouwt. Wanneer hij met zijn bruid terugkeert naar de Verenigde Staten wordt hij opnieuw geconfronteerd met zijn dominante en bezitterige moeder. 
Teresa wil samen met hem een nieuw leven opbouwen en hem gelukkig maken. Philip  vindt zijn weg niet zo gemakkelijk na zijn thuiskomst en heeft het ook moeilijk met het echtelijk samenleven.

## Rolverdeling
| Acteur             | Personage                                |
| ------------------ | ---------------------------------------- |
| Pier Angeli        | Teresa Russo                             |
| John Ericson       | Philip Cass                              |
| Patricia Collinge  | mevrouw Clara Cass, de moeder van Philip |
| Richard Bishop     | meneer Cass                              |
| Peggy Ann Garner   | Susan Cass                               |
| Ralph Meeker       | sergeant Dobbs                           |
| Bill Mauldin       | Grissom                                  |
| Ave Ninchi         | Teresa's moeder                          |
| Edward Binns       | sergeant Brown                           |
| Rod Steiger        | Frank                                    |
| Aldo Silvani       | professor Crocce                         |
| Tommy Lewis        | Walter                                   |
| Franco Interlenghi | Mario                                    |